# Birds of Prey
Pour les articles homonymes, voir Bird of Prey (homonymie) et BOP.
Birds of Prey (littéralement « Oiseaux de proie »), ou BOP, est une série et un groupe fictionnel de comics de l'éditeur DC Comics.
Créé par Jordan B. Gorfinkel et Chuck Dixon, il s'agit à l'origine d'un duo composé de Barbara Gordon et Black Canary. Elles seront rejointes plus tard par Huntress et Lady Blackhawk qui deviendront des membres majeurs de l'équipe. Néanmoins, d'autres héroïnes rejoindront également l'équipe par intermittence le temps de quelques numéros.
La série a été originellement écrite par Chuck Dixon. Dès le numéro 56, Gail Simone reprend la série. Plusieurs dessinateurs dont Ed Benes, Joe Bennett et Nicola Scott apporteront leurs touche à l'univers du groupe.
Bien qu'il soit le titre de la série, le groupe lui-même n'utilisera pas le terme Birds of Prey pour s'identifier avant le numéro 86.
Dès 2016, avec DC Rebirth, une nouvelle version de Birds of Prey est introduite dans une quatrième série, intitulée Batgirl and the Birds of Prey. L'équipe est toujours composée des membres principaux : Batgirl, Black Canary et Huntress. Seule Lady Blackhawk ne fait pas son retour. En 2020, l'équipe est au centre d'Harley Quinn and the Birds of Prey, une mini-série du DC Black Label qui s'inspire de la composition du film sorti la même année. 
Depuis 2023, avec Dawn of DC, une nouvelle série mettant en scène une autre composition est en cours. Seule Black Canary y fait son retour aux côtés de Cassandra Cain, Big Barda, Zealot et Harley Quinn.
Dans les adaptations en prise de vue réelle, l'équipe a eu principalement droit a des adaptations libres dans lesquelles la composition du groupe est modifiée : La série télévisée Les Anges de la nuit, puis le film Bird of Prey (et la fantabuleuse histoire de Harley Quinn) qui introduit Black Canary et Huntress dans l'univers cinématographique DC.

## Liste des membres

### Membres principaux
Membres actuels
- Dinah Laurel Lance / Black Canary - membre fondateur (depuis 1996)
- Cassandra Cain (depuis 2023 - invitée auparavant)
- Big Barda (depuis 2023 - invitée auparavant)
- Zealot (depuis 2023)
- Harley Quinn (depuis 2023 - invitée auparavant)

Anciens membres
- Barbara Gordon / Oracle / Batgirl - membre fondateur (1996 à 2018)
- Helena Bertinelli / Huntress (2003 à 2018)
- Zinda Blake / Lady Blackhawk (2004 à 2011)
- Gus Yale / Oracle (membre masculin - 2016 à 2018)

### Membres récurrents ou invités
- Jade Canary / Lady Shiva
- Cynthia Reynolds / Gypsy
- Kendra Saunders / Hawkgirl
- Sonia Sato / Judomaster
- Kate Spencer / Manhunter
- Charlotte Gage-Radcliffe / Misfit
- Hank Hall / Hawk (membre masculin)
- Dawn Granger / Dove
- Lori Zechlin / Black Alice
- Power Girl
- Mari McCabe / Vixen
- Ev Crawford / Starling
- Tatsu Yamashiro / Katana
- Strix
- Condor
- Selina Kyle / Catwoman
- Pamela Isley / Poison Ivy
- Katarina Armstrong / Spy Smasher
- Renee Montoya

## Éditions reliées

### Mini-série et one-shots
- Birds of Prey: Manhunt, #4, 1996 (Équipe composée de Black Canary, Oracle, Huntress et Catwoman)
- Birds of Prey - Black Canary/Oracle : One Man's Hell, #1, 1996
- Birds of Prey: Revolution, #1, 1997
- Birds of Prey: Wolves, #1, 1997
- Birds of Prey: Ravens, #1, 1998
- Birds of Prey: Black Canary / Batgirl, #1, 1998
- Birds of Prey Secret Files and Origins, #1, 2003
- Birds of Prey: Catwoman / Oracle, #1, 2003
- Birds of Prey: Batgirl / Catwoman, #1, 2003
- Birds of Prey Futures End : The Red League, 2014 (Tie-in de Futures End)

### Séries régulières

#### Birds of Preyvol.1, #127, 1999-2009
Équipe composée de Black Canary et Oracle. Puis Huntress et Lady Blackhawk
Scénario : Chuck Dixon, Gail Simone – Dessins : Greg Land, Jackson Guice, Dave Ross, James Diaz
1. Birds of Prey (Regroupe les one-shots de 1996 et 1998)
2. Old Friends, New Enemies (Birds of Prey vol.1 #1-6, 2003)
3. Of Like Minds (Birds of Prey vol.1 #56-61, 2004)
4. Sensei and Student (Birds of Prey vol.1 #62-68, 2005)
5. Between Dark & Dawn (Birds of Prey vol.1 #69-75, 2006)
6. The Battle Within (Birds of Prey vol.1 #76-85, 2006)
7. Perfect Pitch (Birds of Prey vol.1 #86-95, 2007)
8. Blood and Circuits (Birds of Prey vol.1 #96-103, 2007)
9. Dead of Winter (Birds of Prey vol.1 #104-108, 2008)
10. Metropolis or Dust (Birds of Prey vol.1 #113-117, 2008)
11. Club Kids (Birds of Prey vol.1 #109-112 + 118, 2009)
12. Platinum Flats (Birds of Prey vol.1 #119-124, 2009)

#### Birds of Preyvol.2, #15, 2010-2011
Équipe composée de Black Canary, Oracle, Huntress et Lady Blackhawk
Scénario : Gail Simone, Marc Andreyko – Dessins : Ed Benes, Billy Tucci
1. Endrun (Birds of Prey vol.2 #1-6, 2011)
2. The Death of Oracle (Birds of Prey vol.2 #7-15, 2011)

#### Birds of Preyvol.3, #35, 2011-2014
Équipe composée de Black Canary, Katana, Starling et Poison Ivy. Puis Batgirl, Strix et Condor
Scénario : Duane Swierczynski, Christy Marx – Dessins : Jesus Saiz, Travel Foreman, Romano Molenaar
1. Trouble in Mind (Birds of Prey vol.3 #1-7, 2012)
2. Your Kiss Might Kill (Birds of Prey vol.3 #8-13, 2013)
3. A Clash of Daggers (Birds of Prey vol.3 #13-17+ Batgirl Annual, 2013)
4. The Cruelest Cut (Birds of Prey vol.3 #18-26 + Talon #9, 2014)
5. Soul Crisis (Birds of Prey vol.3 #27-34, 2015)

### Éditions françaises
Il n'existe actuellement aucune édition reliée française.
En 2000, les éditions semic ont proposé dans leurs éditions kiosques une série de 5 fascicules intitulée Birds of Prey. Ils regroupent la mini-série de 1996 et plusieurs des one-shots de 1997 et 1998.
En septembre 2016, Urban Comics propose le premier tome de la série Deadshot et les Secret Six. Ce tome contient la série Secret Six: Six Degrees of Devastation ainsi que l'arc Dead of Winter des Birds of Prey vol.1 (#104-109).

## Apparitions dans d'autres médias

### Cinéma
| |  |  |
| Jurnee Smollett-Bell et Mary Elizabeth Winstead interprètent respectivement Black Canary et Huntress dans l'univers cinématographique DC. |  |  |

Univers cinématographique DC :
- Bird of Prey (et la fantabuleuse histoire de Harley Quinn) (Bird of Prey (and the Fantabulous Emancipation of One Harley Quinn)) de Cathy Yan (2020)

L'équipe est introduite dans l'univers cinématographique DC dans un film portant son nom. Néanmoins, seule Black Canary et Huntress y apparaissent, interprétées respectivement par Jurnee Smollett-Bell et Mary Elizabeth Winstead. Dans le film, le troisième membre du groupe est Renee Montoya, interprétée par Rosie Perez, bien que le personnage ne collabore jamais avec le groupe dans les comics.

### Télévision
- Les Anges de la nuit (Birds of Prey, 2002-2003) avec Dina Meyer dans le rôle de Barbara Gordon et Rachel Skarsten dans le rôle de Dinah Lance. Au début de la série, cette dernière ignore être une Lance et n'est donc pas encore le Black Canary, rôle occupé par sa mère. Huntress est également présente dans la série mais en tant que Helena Wayne, une ancienne version du personnage dans les comics. Elle est interprétée par Ashley Scott. Cette version de l'équipe apparaît également dans un épisode de la série Flash (The Flash) en 2019 dans le cadre du crossover Crisis on Infinite Earths, avec Dina Meyer et Ashley Scott qui reprennent leurs rôles respectifs.
- Un épisode de la seconde saison de la série télévisée Arrow est intitulé Birds of Prey en version originale. Il est centré sur le personnage de Sara Lance, Laurel Lance (qui deviendra Black Canary par la suite) et Huntress.

### Animation
- Dans un épisode de Batman : L'Alliance des héros (Batman: The Brave and the Bold), Black Canary et Huntress forment une alliance avec Catwoman pour lutter contre un Batman amnésique qui est devenu criminel. Dans l'épisode, elles interprètent par ailleurs une chanson écrite pour l'épisode, justement titrée Birds of Prey[2].

### Jeux vidéo
- Dans Batman: Arkham Knight, dans l'une des salle de la Tour de l'Horloge, le joueur peut apercevoir deux ordinateurs : Sur le premier, le logo du groupe apparaît accompagné d'une conversation entre Barbara Gordon, sous son pseudonyme d'Oracle, et Huntress dans laquelle Barbara lui demande de retrouver Black Canary ; sur le deuxième écran, apparaît l'écran d'identification d'Oracle avec son icône[3].
- Dans Injustice 2, quand le joueur met en face à face Black Canary et Blue Beetle, il peut déclencher un dialogue qui confirme l'existence du groupe dans l'univers du jeu.